# Кадигробов Анатолій Михайлович
Кадигробов Анатолій Михайлович (24 квітня 1937, м. Валуйки Бєлгородської області, РФ) — фізик, доктор фізико-математичних наук 

## Біографія
У 1963 закінчив Харківський державний університет. Після закінчення університету був направлений на роботу в Харківський фізико-технічний інститут АН УРСР.  У 1975—2001 працює у Фізико-технічному інституті низьких температур імені Б. І. Вєркіна НАН України (Харків) на посаді старшого наукового співробітника. Доктор фізико-математичних наук з 2000. Від 2002 співпрацює з Рурським (м. Бохум, Німеччина) та Ґетеборгським (Швеція) університетами. 

## Наукова діяльність
Наукові дослідження відносяться до теорії: низькотемпературного магнетизму, надпровідності, електронних властивостей металів, низькорозмірних систем і наноструктур. Зробив внесок у розроблення й розвиток нових напрямів фізики конденсованого стану. Зокрема, теоретично дослідив електричну доменну нестійкість у нормальних металах та квантові макроскопічні явища в нормальних металах і надпровідниках.

## Праці
- Электрические домены в металлах при низких температурах // Письма в ЖЭТФ. 1978. Т. 28, № 4;
- Температурно-электрические домены в металлических проводниках // ЖЭТФ. 1984. Т. 807, № 4;
- Giant conductance oscillations controlled by supercurrent throw a ballistic mesoscopic conductor // Phys. Rev. B. 1995. Vol. 52;
- Magnetotransport along a barrier: Multiple quantum interference of edge states // Там само. 2006. Vol. 73;
- Magnetic breakdown induced Peierls transition // Phys. Rev. Letters. 2008. Vol. 100 (усі — співавт.).